# Tom Aldredge
Thomas Ernest 'Tom' Aldredge (Dayton, 28 februari 1928 – Tampa, 22 juli 2011) was een Amerikaans acteur.

## Biografie
Aldredge was een zoon van moeder Lucienne Juliet Marcillat en vader William Joseph Aldredge. Hij wilde op begin eigenlijk advocaat worden en ging rechten studeren aan de University of Dayton in Dayton, maar besloot acteur te worden nadat hij in 1947 het toneelstuk A Streetcar named Desire bezocht. Hij heeft het acteren geleerd aan de DePaul University in Chicago.
Aldredge begon met acteren in het theater, hij maakte zijn debuut op Broadway in 1959 met de musical The Nervous Set. Hierna heeft hij nog meerdere rollen gespeeld op Broadway en Off-Broadway.
Aldredge begon met acteren voor televisie in 1961 met de film The Seasons of Youth. Hierna heeft hij nog meerdere rollen gespeeld in films en televisieseries zoals Ryan's Hope (1979-1982), What About Bob? (1991), Lawn Dogs (1997), Message in a Bottle (1999), Cold Mountain (2003), The Sopranos (2000-2007), My Sassy Girl (2008), Damages (2007-2010) en Boardwalk Empire (2010-2011).
Aldredge is op 10 december 1953 getrouwd met Theoni V..Op 21 januari 2011 stierf zij en op 22 juli 2011 stierf hij aan de gevolge van maligne lymfoom.

## Filmografie[2]

### Films
Uitgezonderd korte films.
- 2009 Taking Chance – als Charlie Fitts
- 2008 My Sassy Girl – als oude man
- 2008 Dimished Capacity – als Wendell Kendall
- 2007 The Assassination of Jesse James by the Coward Robert Ford – als burgemeester George Hite
- 2006 Delirious – als Carl Galantine
- 2006 All the King's Men – als bankier
- 2005 Game 6 – als Michael Rogan
- 2003 Cold Mountain – als blinde man
- 2003 Intolerable Cruelty – als Herb Myerson
- 2001 The American Astronaut – als oude man
- 2001 Camouflage – als Lionel Pond
- 1999 A Stranger in the Kingdom – als Elijah Kinneson
- 1999 Earthly Possessions – als oude man
- 1999 Message in a Bottle – als Hank Land
- 1998 Rounders – als rechter Marinacci
- 1997 Lawn Dogs – als Jake
- 1997 Commandments – als mr. Mann
- 1996 Passion – als dr. Tambourri
- 1996 Harvest of Fire – als Jacob Hostetler
- 1996 Andersonville – als Hoarce Trimble
- 1995 The Stars Fell on Henrietta – als oude man
- 1994 In the Best of Families: Marriage, Pride & Madness – als dr. Frederick Klenner
- 1993 The Adventures of Huck Finn – als dr. Robinson
- 1993 Barbarians at the Gate – als Charlie Hugel
- 1992 O Pioneers! – als Ivar
- 1991 Other People's Money – als Ozzie
- 1991 What About Bob? – als mr. Guttman
- 1991 Separate But Equal – als Hugo Black
- 1989 Brenda Starr – als nepkapitein Borg
- 1989 See You in the Morning – als vader van Beth
- 1988 Doubletake – als Glendon Lane
- 1987 *batteries not included – als Sid Hogenson
- 1987 A Special Friendship – als Jefferson Davis
- 1986 Seize the Day – als Rappaport
- 1983 The American Snitch – als kapitein Crackers
- 1981 The Gentleman Bandit – als Nicholson
- 1981 Full oon High – als gevangenisbewaker
- 1980 Nurse – als Kelly O'Brien
- 1977 The Storyteller – als Frank Eberhardt
- 1976 Countdown at Kusini – als Ben Amed
- 1973 Sticks and Bones – als Ozzie
- 1972 The Happiness Cage – als medicus
- 1969 The Rain People – als mr. Alfred
- 1968 The Boston Strangles – als Harold Lacey
- 1966 Ten Blocks on the Camino Real – als Baron de Charlus
- 1965 Who Killed Teddy Bear – als Adler
- 1964 The Troublemaker – als Jack Armstrong
- 1963 The Mouse on the Moon – als Wendover
- 1961 The Seasons of Youth – als speler

### Televisieseries
Uitgezonderd eenmalige gastrollen.
- 2010 – 2011 Boardwalk Empire – als Ethan Thompson – 5 afl.
- 2007 – 2010 Damages – als ome Pete – 13 afl.
- 2000 – 2007 The Sopranos – als Hugh DeAngelis – 23 afl.
- 1979 – 1982 Ryan's Hope – als Matt Pearse – 36 afl.
- 1976 The Adams Chronicles – als James McHenry – 2 afl.

## Theaterwerk opBroadway[3]
- 2004 – 2005 Twelve Angry Men – als jurylid
- 2004 Twentieth Century – als Matthew Clark
- 2002 The Crucible – als Giles Corey
- 2001 The Adventures of Tom Sawyer – als Muff Potter
- 1997 – 1998 1776 – als Stephen Hopkins
- 1997 The Three Sisters – als Solyony
- 1996 Inherit the Wind – als Jeremiah Brown
- 1994 – 1995 Passion – als dr. Tambourri
- 1992 Two Shakespearean Actors – als Washington Irving
- 1987 – 1989 Into the Woods – als verteller
- 1985 Strange Interlude – als professor Henry Leeds
- 1981 The Little Foxes – als Horace Giddens
- 1979 – 1980 On Golden Pond – als Norman Thayer jr.
- 1978 Stages – als Bill Blue / Harold / mr. Stevens
- 1977 – 1978 Saint Joan – als Aartsbisschop van Rheims
- 1977 Vieux Carré – als schilder
- 1976 Rex – als Will Somers
- 1975 The Leaf People – als Shaughnessy
- 1974 – 1975 Where's Charlie? – als mr. Spettigue
- 1973 – 1974 The Iceman Cometh – als James Cameron
- 1972 Sticks and Bones – als Ozzie
- 1971 How the ther Half Loves – als William Detweiler
- 1970 The Engagement Baby – als Victor Bard
- 1969 – 1970 Indians – als senator Logan
- 1967 – 1968 Everything in the Garden – als Gilbert
- 1966 Slapstick Tragedy – als Bernie
- 1966 UTBU – als Eugene Boyer
- 1959 The Nervous Set – als Danny

- Biblioteca Nacional de España: XX6030233
- Bibliothèque nationale de France: cb14148854s (data)
- Gemeinsame Normdatei: 134715063
- International Standard Name Identifier: 0000 0000 5516 277X
- Library of Congress Control Number: n78031086
- Nationale Bibliotheek van Israël: 987007429169505171
- SNAC: w6t85c1x
- Virtual International Authority File: 17431289
- WorldCat: E39PBJhRHhrfWcg9Y7Y9HggkDq